# نیکلای اسمیرنوف (ورزشکار)
نیکلای اسمیرنوف (انگلیسی: Nikolai Smirnov؛ زادهٔ ۲۷ فوریهٔ ۱۹۶۱) بازیکن واترپلو اهل اوکراین است.